# カシーリナ (小惑星)
カシーリナ (1828 Kashirina) は、小惑星帯に位置する小惑星である。リュドミーラ・チェルヌイフがクリミア天体物理天文台で発見した。
クリミア半島のシンフェロポリで医師をしていたワレンチン・カシーリンに因んで名付けられた。